# Joseph von Zerboni di Sposetti
Joseph Johann Baptist Andreas von Zerboni di Sposetti (* 23. Mai 1766 in Breslau; † 27. Mai 1831 in Rombschin, Provinz Posen) war ein preußischer Beamter, Publizist, Dichter und aktiver Freimaurer in der zweiten Hälfte des 18. und der ersten Hälfte des 19. Jahrhunderts.

## Leben
Zerboni wurde als ältester Sohn eines vermögenden Breslauer Kaufmanns italienischer Abstammung geboren. Zu den Breslauer Familien italienischer Herkunft gehörten bekannte Geschlechter wie die Molinari, die von Gustav Freytag in seinem Roman „Soll und Haben“ verewigt wurden. Er besuchte das Breslauer Jesuitengymnasium und ging 1778 an die Universität Halle, um Jura zu studieren. Nach Ende seines Studiums erhielt er eine Stelle als Assessor bei der Kriegs- und Domänenkammer in Glogau, genauso wie E. T. A. Hoffmann 20 Jahre später. Hier veröffentlichte er im Jahre 1792 einen Gedichtband, der seine Begabung mit Gefühl und Phantasie und zugleich seine Empfänglichkeit für die Ideen der Französischen Revolution zeigte.
In Glogau schloss sich Zerboni der Freimaurerei an. Zusammen mit zwei Freunden, dem Assessor von Reibnitz und dem Leutnant August Wilhelm von Leipziger, versuchte er einen neuen Geheimbund innerhalb der Freimaurerei zu schaffen, der die Ideen des 1785 aufgehobenen Illuminatenordens weiterführen sollte. Der Chef des neuen Bundes sollte Professor Ignaz Aurelius Feßler sein. Dieser war ein ehemaliger Kapuziner, der von seiner Professur in Lemberg wegen antiklerikaler Gesinnung verjagt und beim Fürsten Schönaich-Carolath auf dessen Besitzung Carolath an der Oder, unweit von Glogau, Aufnahme gefunden hatte. Nach einigem Zögern nahm Feßler die Stellung an, war aber bestrebt, den neuen auf dem Schloss Carolath gegründeten Bund und den Namen der „Gutesthuer“ (Bund der Evergeten) von der Politik fernzuhalten. Zerboni und sein neuer Freund, der romantische Schriftsteller Christian Jakob Salice-Contessa (wie Zerboni ein Schlesier italienischer Herkunft) hatten ganz andere Ziele, nämlich die Vorbereitung einer Revolution in Preußen.
Im Jahre 1793 nach der zweiten Teilung Polens und der Entstehung der neuen preußischen Provinz Südpreußen erhielt Zerboni eine neue Stellung bei der Kriegs- und Domänenkammer zu Petrikau (Piotrków Trybunalski) unweit von Tschenstochau. 1794 wurde Zerboni zum Justitiar in Petrikau befördert. Im nächsten Jahr gründete er mit Leipziger, Salice-Contessa und seinem revolutionär gesinnten Bruder Carl einen besonderen Geheimbund unter dem Namen des „Moralischen Feme-Gerichts“, der als Zweck den Schutz des Volkes „gegen Bedrückungen durch pflichtvergessene Beamte“ und die Bekämpfung der Korruption hatte (Zerboni witterte Korruption überall). Es gelang indessen nicht, die Tätigkeit des Bundes zu erweitern, denn es hatten sich keine neuen Mitglieder angemeldet. So machte sich Zerboni selbst zum „moralischen Femerichter“ und begann seine unerschrockene publizistische Kampagne gegen den Minister Graf von Hoym, den Oberpräsidenten von Schlesien und Südpreußen. Den Anlass dazu lieferte eine Lieferung von Kriegsmaterial an die südpreußische Regierung, bei der Zerboni eine betrügerische Schädigung des Staatsinteresses annahm und ein Einschreiten des Ministers Hoym verlangte. Dieser besaß nach eigener Auffassung in dieser Sache keine Kompetenzen. Dadurch gereizt verfasste Zerboni am 12. Oktober 1796 einen in den Zeitungen veröffentlichten Brief an Hoym, in dem er den Minister auf das Gröbste beleidigte. Dies brachte Zerboni bald den Ruf eines großen Kämpfers gegen die Beamtenkorruption zu sein. Hoym beabsichtigte anfangs, das Ganze durch eine Disziplinarstrafe zu lösen. Als jedoch der Brief noch größere Verbreitung fand, sah sich der Minister genötigt, ihn an König Friedrich Wilhelm II. weiterzuleiten.
Der König ließ Zerboni auf der Festung Glatz inhaftieren und befahl weitere Untersuchungen und die Beschlagnahmung aller Papiere, die den geheimen Femebund ans Licht brachten. Sämtliche Mitglieder des Bundes wurden verhaftet, Hausuntersuchungen bei ihnen erbrachten weitere belastende Papiere, darunter die Korrespondenz des jüngeren Zerboni mit französischen Jakobinern. Hierauf wurden sämtliche Femebrüder des Hoch- und Landesverrats beschuldigt und verhaftet. Die Verhafteten wurden im April 1797 vor eine Untersuchungskommission auf der Festung Spandau gestellt. Das Urteil in Fällen des Hochverrats war ein Prärogativ des Landesherrn, und nach Beratung mit seiner vertrauten Ratgeberin Gräfin Wilhelmine von Lichtenau verurteilte Friedrich Wilhelm II. den Hauptmann Leipziger zu einer lebenslangen Festungsstrafe. Die übrigen Beteiligten, unter ihnen Joseph Zerboni, erhielten Festungshaft „auf Gnade des Königs“ (gleichbedeutend mit: so lange es dem König angemessen schien). 
Zerboni wurde zur Strafverbüßung auf die Festung Magdeburg gebracht und war dort aufgrund der harten Bedingungen der Haft in einer schlechten Lage. Die öffentliche Meinung war jedoch auf seiner Seite, denn er wurde nie vor einen Richter gestellt und königliche Machtsprüche waren in der von der französischen Revolution beeinflussten Gesellschaft wenig populär. 1797 starb der König, und der Nachfolger, Friedrich Wilhelm III., befahl im Rahmen der bei einem Thronwechsel üblichen Amnestie die Freilassung von Contessa und Karl Zerboni, versprach Leipziger eine spätere Pardonnierung und ließ Joseph Zerboni vor einen Gerichtshof stellen. Im Juli 1798 entschieden jedoch die Magdeburger Richter, dass Zerboni der Stiftung eines staatsgefährlichen Geheimbundes schuldig sei, er seine Festungsstrafe verdient habe und seine Dienstentlassung rechtskräftig bleiben müsse. Er wurde im selben Jahre aus der Haft entlassen und appellierte beim Berliner Kammergericht, das 1799 das Magdeburger Urteil bestätigte. 
In den Augen der Gesellschaft wurde er zum politischen Märtyrer. Zahlreiche Anhänger, darunter viele hochgestellte Persönlichkeiten, fanden sich als Fürsprecher. Unter ihnen war der berühmte Rechtsgelehrte Athanasius Ludwig Mencken (mütterlicherseits Großvater des Otto von Bismarck), der auf Zerboni durch dessen in der Haft entstandene Schrift „Über das Bildungsgeschäft in Südpreußen“ aufmerksam geworden war. Sein Aufruf zur Mäßigung half wenig, denn der durch die Aufmerksamkeit des Publikums geschmeichelte Zerboni veröffentlichte im Jahre 1800 das Buch „Actenstücke zur Verurtheilung des Staatsverbrechens des Kriegs- und Domänenraths Zerboni und seiner Freunde“. Dort druckte er seinen Brief von 1796 an Hoym ab und überhäufte den Minister mit neuen wilden Schmähungen wie „... einen unwürdigen Satrapen, in dessen Händen der in einzelnen Tropfen gesammelte Schweiß des armen arbeitsamen Volkes zerrinnt“. Dies forderte die Behörden heraus, Zerboni wurde wieder vor einen Gerichtshof gestellt und 1801 zu sechs Monaten Festungshaft verurteilt.
Dies wäre ein empfindlicher Verlust für Zerboni geworden, der inzwischen eine neue Existenz durch den Kauf eines Landgutes im Regierungsbezirk Posen begründet hatte und seine Besitzung durch schwere Arbeit aufblühen ließ. Sechs Monate im Gefängnis hätten ihn aus dem Arbeitsrhythmus herausgerissen. Von Zerbonis politischen Freunden um Milde gebeten, sprach Friedrich Wilhelm III. 1802 eine bedingte Begnadigung aus. Zerboni erfüllte die Bedingung, sich jeder politischer Tätigkeit zu enthalten.
In der Zeit von 1802 bis 1806 beschäftigte sich Zerboni mit der Landwirtschaft und es gelang ihm, einen größeren Güterkomplex zu erwerben. Nach der Niederlage Preußens bei Jena im Jahre 1806 entfesselten die polnischen Adligen in der Provinz Posen einen Aufstand gegen Preußen. Zerbonis Gutsnachbarn versuchten, ihn zur Teilnahme zu überreden, was er jedoch entschieden ablehnte, da er sich durch den an den König von Preußen geleisteten Eid gebunden sah. Diese Haltung wurde ihm in Preußen nicht vergessen, denn 1810 wurde er in den Staatsdienst als Wirklicher Geheimrat wieder aufgenommen (jedoch ohne den Titel Exzellenz, welches Zerboni schwer traf). Als Einwohner im neu gebildeten Herzogtum Warschau durfte er durch den Schutz des einflussreichen Fürsten Anton Radziwiłł ein Indigenat bekommen und seine Güter behalten. Sogar sein Adel wurde anerkannt; die Familie Zerboni soll vor dem Umzug nach Schlesien das Adelsprädikat „di Sposetti“ geführt haben, welches er stillschweigend wieder annahm.
Im Jahre 1815 wurde das Herzogtum Warschau abgeschafft und sein Territorium in das russische Kongresspolen und die preußische Provinz Posen (damals genannt „Großherzogtum Posen“) geteilt. Im selben Jahre wurde Zerboni zum Oberpräsidenten der Provinz ernannt, 1816 sein Adel in Preußen anerkannt, 1817 wurde er Ritter II. Klasse des Roten Adlerordens.
Seine Situation als Oberpräsident war schwierig. Neben oder über ihm wirkte der Statthalter Anton Radziwiłł, der nationalpolnische Interessen in der Provinz begünstigte, die nicht notwendigerweise mit den Interessen des preußischen Staates übereinstimmten. Zerboni musste zwischen diesen verschiedenen Interessen lavieren, außerdem entsprach die konservative politische Entwicklung nach dem Wiener Kongress nicht seinen innersten Überzeugungen. 1817 verfasste er eine Denkschrift in der preußischen Verfassungsfrage, in der er einen vom Geist des Liberalismus geprägten Entwurf der Verfassung darbot. Er sah Preußens Stellung als führender deutscher Staat bedroht, wenn andere Bundesstaaten ihm bei der Schaffung von freiheitlichen Institutionen zuvorkommen würden. Seine Amtsführung und erneute publizistische Tätigkeit weckten viele Bedenken in Berlin und führten natürlich zu neuen Intrigen gegen ihn. Im Jahre 1824 versetzte der Innenminister Zerboni – ohne seinen Antrag auf Pensionierung abzuwarten – in den Ruhestand.

## Familie
Joseph von Zerboni di Sposetti heiratete 1785 Dorothea Constantine Auguste von Reibnitz (1773–1842), die Schwester seines Freundes und späterem Regierungspräsidenten Ernst Karl Wilhelm von Reibnitz (1765–1829) aus der Glogauer Zeit. Das Ehepaar blieb kinderlos und nahm ein Mädchen an Kindes statt an. Diese Pflegetochter Auguste Emilie Zerboni di Sposetti von heiratete 1830 den Freiherrn York Wilhelm von Seydlitz-Kurzbach, den Spross einer der ältesten schlesischen Adelsfamilien.
Zerboni starb 1831 auf seiner Besitzung Rombschin und wurde dort begraben.
Josephs jüngerer Bruder Karl (* 1772; † 1836), wanderte 1816 nach Österreich aus und begründete dort die österreichische Linie des Geschlechts, die viele hervorragende Offiziere und einen Schriftsteller, Julius von Zerboni (1805–1884), hervorbrachte.

## Werke
- 1800, Aktenstücke zur Beurtheilung der Staatsverbrechen des Südpreussischen Kriegs- und Domainenrathes Zerboni und seiner Freunde, Digitalisat
- 1800, „Einige Gedanken über das Bildungsgeschäfte von Südpreussen“, Jena, Friedrich Frommann